# Maltot
Maltot település Franciaországban, Calvados megyében. Lakosainak száma 1044 fő (2022. január 1.). Maltot Éterville, Feuguerolles-Bully, Fontaine-Étoupefour, Louvigny, Saint-André-sur-Orne és Vieux községekkel határos.

## Népesség
A település népességének változása:
| Lakosok száma | 327  | 382  | 538  | 768  | 992  | 1071 | 1036 | 1024 | 1025 | 1044 |
|               | 1968 | 1982 | 1990 | 2006 | 2013 | 2015 | 2017 | 2019 | 2020 | 2022 |